# Bessey-la-Cour
Bessey-la-Cour település Franciaországban, Côte-d’Or megyében. Lakosainak száma 54 fő (2022. január 1.). Bessey-la-Cour Auxant, Thomirey, Veilly, Vic-des-Prés és Écutigny községekkel határos.

## Népesség
A település népességének változása:
| Lakosok száma | 86   | 81   | 93   | 75   | 67   | 64   | 57   | 53   | 51   | 54   |
|               | 1968 | 1982 | 1990 | 2006 | 2013 | 2015 | 2017 | 2019 | 2020 | 2022 |